# Виролайнен, Любовь Ивановна
Любо́вь Ива́новна Вирола́йнен (девичья фамилия — Уроженко; род. 14 января 1941, Борисов, Минская область) — советская и российская актриса театра и кино, заслуженная артистка РСФСР (1980).

## Биография
Любовь Виролайнен родилась 14 января 1941 года в Борисове (ныне Минская область, Беларусь). По национальности белоруска. Во время Великой Отечественной войны и оккупации вместе с семьёй попала в немецкий концентрационный лагерь.
Училась в школе в Смоленске. Начала сниматься в кино ещё ребёнком. Окончила студию в Ленинградском академическом Большом драматическом театре имени М. Горького (1965) и стала актрисой этого театра.
С 1969 года — актриса «Ленконцерта», с 1972 года — актриса киностудии «Ленфильм».
Любовь Ивановна стала известной после сыгранной ею роли в фильме кинорежиссёра Сергея Герасимова «Любить человека». Актрисе удалось в этой кинокартине создать выразительный женский образ, в котором сочетаются сила характера, целеустремлённость, сдержанность, страстность.
Несомненно, экран подчеркнул психологическую гибкость и чуткость актрисы. Её лицо, в самом деле, будто создано для передачи всех оттенков драматических переживаний — от элегической грусти до сильнейших душевных потрясений. И если внешность что-то значит, а в кинематографе она значит почти всё, то внешний облик самой Любови Ивановны Виролайнен — её природная женственность, хрупкость, своеобразный хрипловатый голос, чуть печальные глаза, — даёт возможность угадать какую-то незащищённость, своего рода предрасположенность к „тайным страданиям”.Т. Селезнёва

## Семья
Первый муж — Юрий Виролайнен, по национальности финн. Сын — Юрий (род. 1964), советский и российский актёр; жена — Антонина Введенская (род. 1956), народная артистка РФ. Внучка — Любовь (род. 1991), актриса.
Второй муж — кардиохирург, профессор, доктор медицинских наук Александр Борисович Зорин (1930—2018).

## Творчество

### Фильмография
- 1957 — На переломе — девочка
- 1960 — Положительная девочка — Лиля
- 1963 — Большие и маленькие — Тамара Коробова
- 1966 — Зимнее утро — внучка
- 1969 — Дорога домой — Маша
- 1971 — Город под липами — Марта
- 1972 — Любить человека — Мария Владимировна
- 1973 — Огонь — Ярина
- 1973 — Вечный зов — взрослая Ольга Королёва
- 1974 — Расколотое небо — Полина
- 1975 — Новогодние приключения Маши и Вити — Яблонька
- 1975 — Одиннадцать надежд — Ирина Григорьевна Лозовская
- 1976 — Мы вместе, мама — Галина
- 1976 — Сердце…сердце — Лена
- 1977 — Девочка, хочешь сниматься в кино? — мама Инги
- 1977 — Ждите меня, острова! — Ольга Борисовна
- 1977 — Отклонение — ноль — Ася
- 1978 — День первый, день последний — Рээт
- 1978 — Комиссия по расследованию — Елена Алексеевна Витко
- 1979 — Гонка с преследованием — Шубина
- 1980 — Возьму твою боль — Алена
- 1980 — Два долгих гудка в тумане — Вера Ушакова
- 1980 — Ленинградцы, дети мои…
- 1980 — Тревога — Татьяна
- 1981 — Конфликтная ситуация — Ольга Кирилловна
- 1982 — Солнечный ветер — Маргарита
- 1983 — Дело для настоящих мужчин — Садовская
- 1983 — Средь бела дня… — Лариса Мухина
- 1983 — У опасной черты — Анна Ефимова
- 1983 — Эхо дальнего взрыва — Вера Васильевна
- 1984 — Семь стихий — инопланетянка
- 1985 — Берега в тумане — Анна Егорьева
- 1985 — С юбилеем подождём — Инга
- 1986 — Была не была — мать Серова
- 1986 — Последняя электричка — Таня
- 1987 — Апелляция — Лариса Андреевна
- 1988 — Билет в один конец
- 1988 — Эсперанса (Мексика — СССР) — Валентина Ольховская
- 1989 — Опалённые Кандагаром — мать Седых
- 1990 — Самое ценное — врач
- 1993 — Русская невеста
- 1993 — Рядовой случай
- 2002 — Время любить
- 2005 — Одна тень на двоих
- 2007 — Любовь под надзором
- 2013 — Ледников — Виктория Александровна Востросаблина (фильм 3-й «Ярмарка безумия»)
- 2015 — Чужое гнездо — Ирина Матвеевна Перегудова
- 2015 — Нюхач (2-й сезон) — Неля Николаевна Новикова
- 2016 — Беловодье. Тайна затерянной страны — Магда

### Озвучивание
- 1983 — Волчья яма
- 1980 — Встречи с 9 до 9
- 1980 — Гибель 31 отдела
- 1968 — Жандарм женится

## Признание и награды
- Заслуженная артистка РСФСР (1980)
- На кинофестивалях три раза была признана лучшей актрисой года за роли в фильмах «Дорога домой», «Расколотое небо», «Любить человека»[2]
- Медаль «За трудовую доблесть» (22.08.1986).